# IC 1774
IC 1774 ist eine Balken-Spiralgalaxie vom Hubble-Typ SBcd im Sternbild Widder auf der Ekliptik. Sie ist schätzungsweise 166 Millionen Lichtjahre von der Milchstraße entfernt und hat einen Durchmesser von etwa 80.000 Lj.

Im selben Himmelsareal befinden sich unter anderem die Galaxien NGC 786, NGC 792, NGC 803, IC 192.
Das Objekt wurde am 21. Dezember 1897 von dem französischen Astronomen Stéphane Javelle entdeckt.